# Amistat

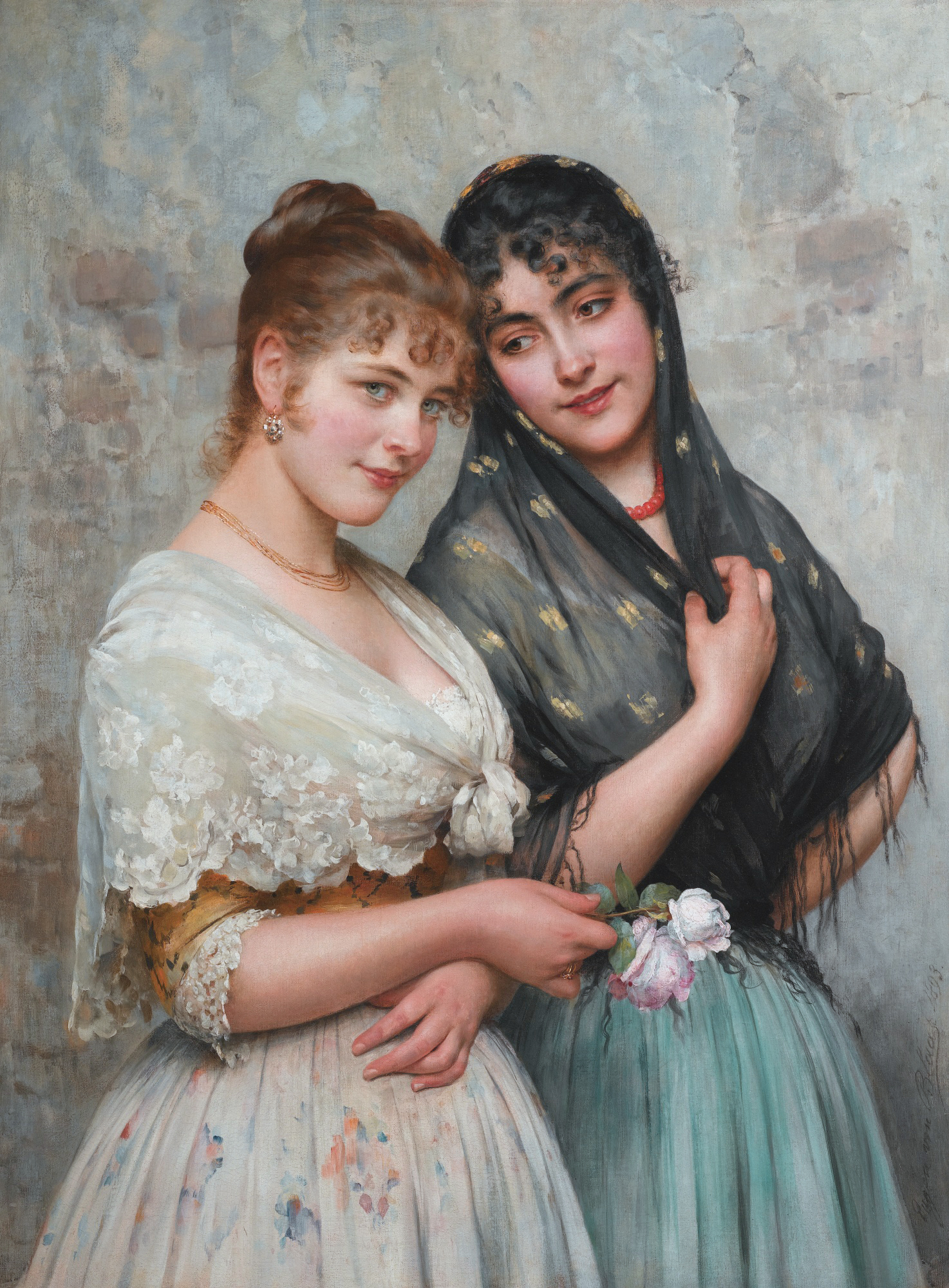
Amistat

L'amistat és una relació afectiva entre dues persones que poden ser o no família, un sentiment convingut amb una altra persona, en què se cerca confiança, consol, amor i respecte. L'amistat és una de les relacions interpersonals més comunes.
El cas més comú d'amistat en què intervé un animal és entre l'humà i el gos; a aquest últim se'l coneix com el millor amic de l'ésser humà. L'amistat es produeix en diferents etapes de la vida i en diferents graus d'importància i transcendència. L'amistat neix quan els subjectes de l'amistat es relacionen entre si i troben en els seus éssers alguna cosa en comú. Hi ha amistats que neixen pocs minuts després de relacionar-se i d'altres que triguen anys a fer-ho. Hi ha amistats que duren unes hores i d'altres que duren tota la vida. Hi ha amics que es veuen una sola vegada en la vida i hi ha d'altres que ho fan durant moltes dècades.

## Etimologia

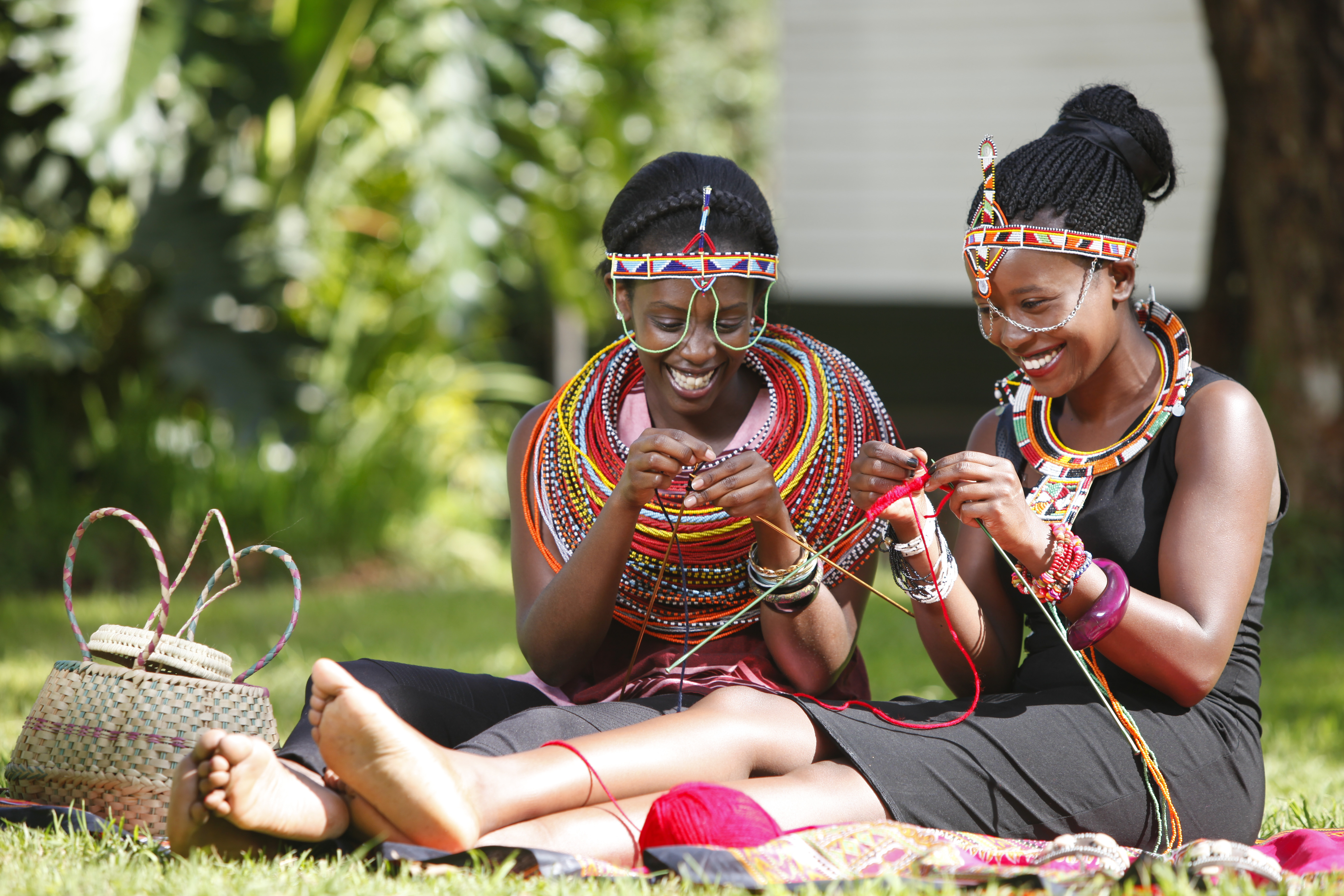
Amigues a Kenya

"Amistat" prové del llatí amicus; amic, que possiblement es va derivar de amore; estimar.

## Religió
L'amistat és una relació afectiva entre dues persones i és considerada com una experiència humana de vital importància; fins i tot, ha estat santificada per diverses religions. Al Poema de Guilgameix -un poema babiloni que es troba entre els primers treballs literaris de la història- es relata l'amistat entra Guilgameix i Enkidu.
Els grecoromans tenien, entre altres diversos exemples, l'amistat entre Orestes i Pílades.
Els evangelis canònics parlen d'una declaració de Jesús: ningú no posseeix més gran amor que aquest, el de sacrificar sa vida pels seus amics. (Joan XV: 13).

## A la cultura
Les relacions d'amistat han estat àmpliament retratades tant en el món de la literatura com en el del cinema i la televisió, en tal grau que si bé una llista veritablement completa en seria impossible, és fàcil d'identificar-les en gairebé qualsevol obra.
El Quixot i Sancho Panza, Sherlock Holmes i Watson i els Tres Mosqueters són exemples variats de diversos tipus d'amistats entranyables exhibides en la literatura. En el món del cinema i la televisió, es pot trobar des dels clàssics com Laurel i Hardy fins a la sèrie de televisió Friends, una comèdia de situació que girava completament a l'entorn de la relació de sis personatges.

## Teories sobre l'amistat
Uns psicòlegs proposaren una teoria evolucionista que considera que les relacions socials, especialment l'amistat, sorgeix d'una necessitat de pertànyer a un grup social amb les limitacions i expectatives que suposa invertir energia social per a rebre'n un retorn en un futur. Aquesta teoria és la Teoria de Comunicar-se, Unir-se i Pertànyer. Un d'aquests teòrics va calcular les hores per formar-se una amistat comuna (50 hores aproximadament) i una amistat forta, o millors amics, (200 hores aproximadament).
El nombre de Dunbar limita la capacitat de relacions estables que pot mantenir una persona de manera simultània, entre les quals es troben les relacions d'amistat.